# Gustavo Noboa
Gustavo Noboa Bejarano (Guayaquil, 21 d'agost de 1937 – Miami, 16 de febrer de 2021) fou un polític equatorià, que fou president de l'Equador (22-01-2000 – 15-01-2003).
Noboa fou elegit president de la República després del cop militar que deposà el president Jamil Mahuad. La seva presidència fou marcada pels intents de reactivar l'economia equatoriana, en una clara recessió en aquell moment, incloent-hi el descongelament de 400 milions de dòlars en béns congelats pel govern anterior. A les eleccions de 2003 fou vençut pel coronel Lucio Gutiérrez, protagonista del cop militar que va dur Noboa al govern.
Després que acabés el seu govern, es van començar a presentar acusacions d'irregularitats en la negociació de deute exterior que suposadament costaren 9 mil milions de dòlars al país. Noboa negà les acusacionss, que el podrien haver dut a la presó durant vint-i-cinc anys si fos declarat culpable. Afirmant que era la víctima de persecució política, sol·licità asil polític a la República Dominicana.